# Third Front
Die Third Front („Dritte Front“) war ein Parteienbündnis in Indien, das Parteien umfasste, die weder in der von der Bharatiya Janata Party (BJP) angeführten National Democratic Alliance (NDA), noch in der von der Kongresspartei-geführten United Progressive Alliance (UPA) organisiert waren. Die Third Front bildete sich kurz vor der Parlamentswahl 2009. Nachdem diese für die Parteien der Third Front größtenteils enttäuschend verlaufen war, zerfiel die Parteienallianz wieder.

## Geschichte
Die Bildung der Third Front wurde am 12. März 2009, einen Monat vor den Wahlterminen der Parlamentswahl, die vom 16. April bis 13. Mai 2009 stattfand, bekanntgegeben. Die acht offiziellen Gründungsparteien waren die folgenden:
- Communist Party of India (Marxist) (CPM)
- Communist Party of India (CPI)
- Revolutionary Socialist Party (RSP)
- All India Forward Bloc (AIFB)
- All India Anna Dravida Munnetra Kazhagam (AIADMK, in Tamil Nadu)
- Janata Dal (Secular) (JD(S), in Karnataka)
- Telangana Rashtra Samithi (TRS, in Andhra Pradesh)
- Telugu Desam Party (TDP, in Andhra Pradesh)

Am 12. März 2009 schlossen sich auch Biju Janata Dal (BJD, in Orissa) und Bahujan Samaj Party (BSP, vor allem in Uttar Pradesh) der Allianz an, blieben jedoch merklich auf Distanz. Insbesondere die Parteiführerin der BSP Mayawati ließ über ihre Anhänger den Anspruch verkünden, Spitzenkandidatin der Third Front für das Premierministeramt zu werden, was jedoch von den anderen Parteien der Allianz zurückgewiesen wurde. In Tamil Nadu schloss die AIADMK unter ihrer Parteivorsitzenden J. Jayalalithaa Wahlbündnisse mit den tamilischen Regionalparteien PMK und MDMK ab, die dadurch de facto Mitglieder der Third Front wurden.
In der Bezeichnung „Dritte Front“ kam die erklärte Absicht der Gründungsparteien zum Ausdruck, eine Alternative zu den beiden großen Partien BJP und Kongresspartei und deren Verbündeten anzubieten. Politische Beobachter schätzten die Chancen der Third Front auf eine mögliche Regierungsbildung nach der Wahl von Anfang an als relativ gering ein. Zum einen bildete die Third Front nur einen Teil des stark zersplitterten indischen Parteienspektrums ab, zum anderen war die ideologische Basis der darin versammelten Parteien sehr heterogen. Die ersten vier oben genannten waren sozialistisch-kommunistische Linksparteien, die anderen Regionalparteien. Beispiele aus der indischen Vergangenheit hatten gezeigt, dass derartig heterogene Bündnisse und die durch sie gestützten Regierungen nie lange durchgehalten hatten, beispielsweise die Regierung V. P. Singh nach der Parlamentswahl 1989 oder die Regierungen Gowda und Gujral nach der Parlamentswahl 1996.
Bei der Parlamentswahl 2009 schnitten die Parteien der Third Front insgesamt enttäuschend ab. Sie kamen zusammengenommen auf 79 von 543 Sitzen (14,5 %). Bei der vorangegangenen Parlamentswahl 2004 waren es noch 108 gewesen (19,9 %). Besonders deutlich waren die Verluste der CPM (−27 Sitze). Einige Parteien konnten ihre Position jedoch etwas verbessern (AIADMK: +9, BSP: +2, BJD: +3). Kurz nach der Wahl brach die Wahlallianz der Third Front wieder auseinander und ihre Mitgliedsparteien gingen wieder getrennte Wege.